# Bagsværd-See
Der Bagsværd-See ist ein See nördlich von Kopenhagen auf der Insel Seeland in Dänemark. Er ist als Teil des Mølleåen-Flusssystems während der letzten Eiszeit aus Schmelzwasser entstanden und wird heute vorwiegend für den Wassersport genutzt. Der See hat eine Insel Gåseholm.

## Nutzung
Der See ist in der Vergangenheit stark durch die Einleitung von Abwässern verschmutzt worden und daher nicht zum Baden freigegeben. Das Wasser ist stark alkalisch, in den 1950er-Jahren war die Unterwasservegetation verschwunden. Da durch Zu- und Abflüsse kaum Wasseraustausch stattfindet, verbessert sich die Wasserqualität trotz erhaltender Maßnahmen durch lokale Behörden nur langsam.
Ganzjährig wird der See von Ruderern, Kanuten und Seglern sowie von Anglern genutzt. Das befahren mit Motorbooten und das Surfen sind nicht erlaubt. Im Sommer ist der See ein beliebter Ausflugsort für die Kopenhagener Bevölkerung. In der Umgebung gibt es verschiedene Wanderwege.
Es ist weiterhin eine Regattastrecke für Regatten im Ruder- und Kanusport mit sechs bzw. neun Bahnen vorhanden, auf der auch bereits internationale Spitzenregatten ausgetragen wurden. Der dänische Ruderverband betreibt am Bagsværd-See ein Leistungszentrum für seine Nationalmannschaft.

## Veranstaltungen
- Ruder-Europameisterschaften 1953 (nur Männer)
- Ruder-Europameisterschaften 1963 (nur Männer)
- Ruder-Europameisterschaften 1971
- Ruder-Weltmeisterschaften 1978 (nur Leichtgewichts-Bootsklassen)
- Ruder-Weltmeisterschaften 1987
- Ruder-Weltcup 1992